# Adelpha californica
Adelpha californica — вид бабочек семейства Nymphalidae. Распространена в Калифорнии, но встречается также в западной Неваде и Орегоне.

## Таксономия
Впервые вид был описан английским энтомологом Артуром Гардинером Батлером в 1865 году под названием Heterochroa californica. Типовой экземпляр был найден в Калифорнии.
До 1944 г. энтомологи Джеффри Дуглас Хейл Карпентер и Бертрам Морис Хобби классифицировали его как подвид Adelpha bredowii. Однако последние филогенетические исследования показывают, что морфологические, географические и генетические данные позволяют считать его отдельным видом.
A. californica также иногда включали в род Limenitis, но большинство современных лепидоптерологов относят его к роду Adelpha.

## Распространение и среда обитания
A. californica встречается на крайнем западе Северной Америки, от севера Нижней Калифорнии в Мексике, большей части Калифорнии, западной Невады до западного Орегона в США. Иногда вид можно встретить и в юго-западной части штата Вашингтон, хотя считается, что это залётные особи. Обитает в дубовых лесах.

## Описание
Верхняя поверхность крыльев A. californica от тёмно-коричневой до чёрной. На передних крыльях имеются два крупных оранжевых пятна, а на обоих крыльях — широкие постдискальные кремово-белые полосы. Вентральная поверхность крыльев в целом сходна, но по краям обоих крыльев имеются голубые полосы, а также голубые и оранжевые узоры на краях у тела. Как и другие представители рода, бабочка названа «сестрой» за чёрно-белые отметины на переднем крыле, напоминающие монашескую одежду.
A. californica имеет близкое сходство с A. bredowii и A. eulalia. Однако ареал в целом не совпадает с двумя другими видами. A. bredowii встречается только на юге и западе Мексики. A. eulalia обитает в Аризоне и прилегающих районах, хотя иногда встречается в юго-восточной Калифорнии. Морфологически они отличаются от A. eulalia меньшими размерами и наличием второй оранжевой полоски в верхнем проксимальном углу задних крыльев. A. californica также очень похожа на самок некоторых видов рода Doxocopa. Хотя ареалы их распространения также не совпадают, поскольку Doxocopa распространены в основном в Мексике, Центральной Америке, Карибском бассейне и Южной Америке.
К другим видам, похожим на A. californica (хотя и не так близко), относятся другие представители рода Adelpha и Limenitis lorquini.

## Экология и жизненный цикл
Яйца A. californica имеют зелёный цвет, откладываются поодиночке на верхнюю поверхность листьев дуба. Существует пять личиночных возрастов. Первая особь вылупляется из яйца через одиннадцать дней. Она оливково-зелёная с бледными пятнами и пёстрой светло- и темно-коричневой головой. Личинка, как и личинки других представителей рода, строит жердочки из середины листа. Через девять дней она линяет во вторую личинку зелёного цвета с различными оттенками коричневого и светло-коричневую голову. Через восемь дней личинка снова превращается в третью особь бледно-коричневато-жёлтого цвета и густо покрыта желтоватыми коническими бугорками. У него также развиваются рогоподобные выступы, увенченные четырьмя-пятью чёрными шипами. Голова бледно-зелёная с четырьмя вертикальными коричневыми полосами и также покрыта бугорками. Четвёртая особь развивается через четыре дня и имеет светлый красновато-коричневый цвет с зеленоватыми боками, желтоватыми бугорками, полностью развитыми сколиями, а также новыми развивающимися. Через девять дней происходит линька в последнюю особь, которая имеет оливково-зелёный цвет с коричневыми боками и ногами, густо покрыта желтоватыми бугорками (особенно на нижней поверхности). Все сегменты теперь имеют сколии, некоторые из них несут белые толстые конические шипы с чёрными кончиками. Голова коричневая или бледно-коричневая, уплощённая и гладкая, с двойным рядом длинных желтовато-белых шипов по бокам и парой чёрных спинных шипов. Все особи второго-пятого возраста в состоянии покоя принимают передне-заднюю позу. Через четырнадцать дней последняя особь окукливается. Куколка имеет окраску от бледно-коричневой до бледно-золотисто-жёлтой с прожилками и пятнами тёмно-коричневого и золотистого цвета. Она прикрепляется к стволам деревьев большой шелковистой паутиной. Имаго появляются через 10 дней. Общее время развития от яйца до имаго составляет 65 дней.
Обычными растениями-хозяевами личинок являются Quercus chrysolepis и Quercus agrifolia, и другие виды дубов. Такой рацион делает A. californica несъедобными для хищников, что может объяснить, почему вокруг него сформировался мимикрирующий комплекс многих других видов.
Взрослых особей обычно можно встретить летающими на верхних ветвях дубов или сидящими у небольших ручьев и в каньонах. Самцов часто можно наблюдать в середине утра, когда они занимаются грязевым обливанием влажной земли. Представители обоих полов питаются нектаром цветов (хотя это случается редко), а также пьют из гниющих фруктов, сока и помета животных. В зависимости от сезонных условий и высоты над уровнем моря, вид даёт от одного до трёх поколений в год, причём взрослые особи обычно летают с марта по ноябрь. Иногда имаго могут оставаться на зиму.
Вид не считается находящимся под угрозой исчезновения и классифицируется как G5 по классификации NatureServe. Распространен по всему ареалу.